# ヨウ化コバルト(II)
ヨウ化コバルト(II)(Cobalt(II) iodide)は、二価コバルトのヨウ化物である。化学式はCoI2。吸湿性の結晶固体で、研究室では有機溶液もしくは空気中の水の検出に使われる。アルコールやケトン、ニトリルなどの溶媒に加えたとき、水が存在すると桃色に変わる。

## 形状
ヨウ化コバルト(II)には、α型とβ型の2つの形状が存在する。α型は、空気中に晒すと暗緑色に変わる黒色の六方晶系結晶から成る。β型は黄色の粉末であるが、空気中の水蒸気を速やかに吸収して緑色の粒子状に変わる。α型を減圧によって昇華させるとβ型に変化する。また、β型を400℃に加熱するとα型に変換する。

## 合成
コバルトを気体のヨウ化水素またはヨウ素蒸気中で熱するとヨウ化コバルト(II)が生成する。

## 反応
テルペノイド合成において、グリニャール試薬とジケテンの反応の触媒として使われる。